# Кукча (село)
Кукча (тат. Күкчә) — село в Тюлячинском районе Республики Татарстан, в составе Аланского сельского поселения.

## География
Село находится на реке Тямтибаш, в 6 км к юго-западу от районного центра — села Тюлячи.

## История
Первоисточники упоминают о селе с периода Казанского ханства. 
В сословном плане, в XVIII веке и вплоть до 1860-х годов, жители села причислялись к государственным крестьянам. Занимались земледелием, разведением скота.
По сведениям из первоисточников, в начале XX столетия в селе действовали мечеть (с 1862 года), медресе, водяная мельница, 3 мелочные лавки. В этот период земельный надел сельской общины составлял 966,6 десятины.
До 1920 года село входило в Ключищинскую волость Лаишевского уезда Казанской губернии. С 1920 года в составе Лаишевского, с 1927 — Арского кантонов ТАССР. С 10.08.1930 в Сабинском, с 10.02.1935 в Тюлячинском, с 12.10.1959 в Сабинском, с 04.10.1991 в Тюлячинском районах.

## Население
| 2010 | 2013 | 2015 |
| ---- | ---- | ---- |
| 193  | ↗206 | ↘195 |

| 1782 | 1859 | 1897 | 1908 | 1920 | 1926 | 1938 | 1949 | 1958 | 1970 | 1979 | 1989 | 2002 | 2010 |
| ---- | ---- | ---- | ---- | ---- | ---- | ---- | ---- | ---- | ---- | ---- | ---- | ---- | ---- |
| 86   | 486  | 665  | 744  | 670  | 510  | 485  | 481  | 418  | 412  | 343  | 257  | 213  | 193  |

Национальный состав села — татары.

## Экономика
Сельское хозяйство со специализацией на полеводстве, мясо-молочным скотоводстве.

## Инфраструктура
В селе функционируют сельский клуб, фельдшерско-акушерский пункт. Есть Стела павшим в годы Великой Отечественной войны.

## Известные люди
Равкат Шайхуллович Каримуллин — живописец, заслуженный деятель искусств РТ (2003).